# تشاد دانفورث
تشاد دانفورث (بالإنجليزية: Chad Danforth)‏ هو شخصية خيالية من سلسلة أفلام هاي سكول ميوزيكال التي قدمتها قناة ديزني.

## خلاصة
تشاد هو شاب وسيم للغاية ويفضل تضيع وقته في لعب كرة السلة ويلقب تشاد، صاحب تسريحة شعر أفرو وابتسامته العريضة. تشاد يحب والديه، ومن أفضل أصدقائه تروي بولتون الذي يلعب معه في فريق كرة السلة، ويقع تشاد في حب مع تايلور ماكيسي التي تقوم بدورها الممثلة مونيك كولمان.